# Tóth József (tanfelügyelő)
Tóth József (Mezősas, 1839. május 27. – Göd, 1912. augusztus 22.) magyar királyi tanfelügyelő, Promontor (Budafok) egykori tanítóinak, tanárainak, valamint a település iskolaügyeinek támogatója.

## Életútja
A Bihar vármegyei Mezősason született, ahol atyja, Tóth András néptanító volt, édesanyja Illéssy Rozália. A debreceni református főiskolában tanult és jogi tanulmányait a pesti egyetemen végezte. 1860-tól 1876-ig a Pejacsevichek, Zichy grófok és Ürményiek családjában foglalt el nevelői állást. Alig fél évig tartó sopronmegyei segéd-tanfelügyelői szereplése után 1877. február 10-én foglalta el Pest-Pilis-Solt-Kiskun vármegye tanfelügyelői tisztségét, melyet 1905-ig töltött be. Hivatalos teendőin kívül tevékeny részt vett a tanügy társadalmi mozgalmaiban is. Az országos tanítói árvaházi egyesületnek megalakítása után csakhamar elnöke lett. Kerületében segélyegyesületet alkotott. Az országos tanítógyűléseken azok kezdete óta részt vett. 13 tanítóegylet választotta meg tiszteleti tagnak. A kormány, hogy Tóth József nagyfontosságú tervét, a főváros környékének megmagyarosítását elősegítse, nagy költséggel 45 állami iskolát és 14 kisdedóvó-intézetet állított fel. Pest megye hatósága előterjesztésére 1879 óta évenkint 300, majd 400 forint jutalmat adott a magyar nyelv tanításában érdemeket szerzett tanítók javára. Az iskoláztatás sikerét szépen feltüntette a székesfehérvári országos kiállításra készített és díszoklevéllel kitüntetett Pest megye 1878. évi tanügyi viszonyait feltüntető térképe, úgyszintén másik e nemű és a budapesti országos kiállításon nagy éremmel jutalmazott, tankerülete iskoláztatását feltüntető statisztikai térképe, mely tíz táblázatban mutatja a tankötelesek iskolázását általában, nemzetiségek és felekezetek szerint, az 1868. évet az 1884. évben elért eredményekkel összehasonlítva. Ezen munkálatokat az országos tanszermúzeumnak adományozta. Vármegyéje tanügyi állapotairól szakavatott jelentéseket adott ki. Az Eötvös-alapnak ő volt a felügyelője és a Mária Dorothea-egyesületnek alelnöke. 1902. június 12-én Pest megye törvényhatósága negyedszázados tanfelügyelői jubileumát ünnepelte a megye székháza dísztermében; mely alkalommal a Pest megyei általános tanítóegyesület 8000 koronát adott át, mint a tanító árvaházban létesítendő Tóth József alapítványt és az egyesület dísztagjának választotta. Másodelnöke volt az 1884-ben alakult Országos Magyar Iskolaegyesületnek. Jelentékeny része volt a barlanglakások felszámolásával kapcsolatos első nagyközségi rendelet megszületésében. 1902-ben Budafok díszpolgárává avatták. 1903-ban vonult nyugállományba, érdemeinek elismeréséül 1904-ben Budafok képviselőtestülete egy 400 négyszögöles telekkel ajándékozta meg, amit Tóth József a református templom építésére ajánlott fel. (1910-re ezen a telken épült fel az első budafoki református imaház.) Az ő érdemei között szerepel a Kőbányai Állami Elemi Iskola létesítése, mely 1911-ben állami pénzből épült. Számos pedagógiai cikkét közölte a Néptanítók Lapja, és a Magyar Tanügy. Elhunyt Gödön 1912. augusztus 21-én, élete 74., házasságának 43. évében. Örök nyugalomra helyezték 1912. augusztus 24-én szombaton délután a Kerepesi úti temetőben, a református egyházi szertartásai szerint. Neje Vojatsek Adél volt.

## Emlékezete

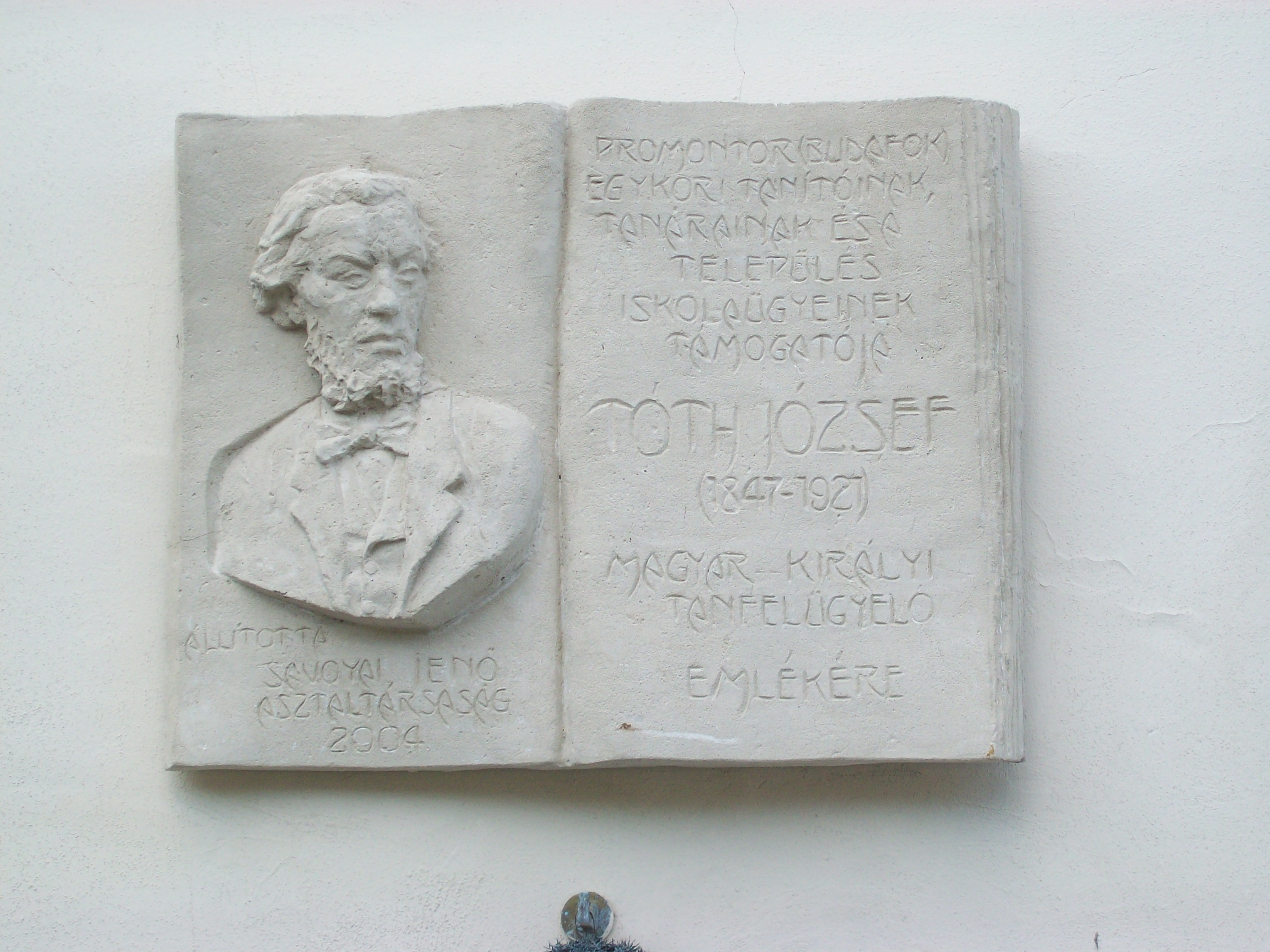
Emléktábla a budafoki Savoyai Jenő téren

Kispesten egy utcának volt névadója, Budafokon az egykori Diófa utcát még 1890-ben nevezték el róla, 2004-ben a Savoyai Jenő Asztaltársaság emléktáblát állított tiszteletére a Savoyai Jenő téren.

## Munkái
- Pest-Pilis-Solt vármegye népiskolai tanügyi állapotának összesített kimutatása az 1876. évről. Bpest, 1877.
- A magyarországi tanítók árvaháza. Uo. 1883.
- Népoktatási törvények és rendeletek tára. Uo. 1884.